# Biserica „Sfântul Arhanghel Mihail” din Telița
Biserica „Sf. Arhanghel Mihail” este o biserică amplasată în Telița, raionul Anenii Noi, Republica Moldova. Este un monument istoric de importanță națională inclus în Registrul monumentelor Republicii Moldova ocrotite de stat cu nr. 149 (raionul Anenii Noi). Datează de la sf. sec. XIX.